# お仕事です!
『お仕事です!』（おしごとです）は、柴門ふみによる日本の漫画作品。『ビッグコミックスピリッツ』（小学館）にて連載された。1998年にフジテレビ系で、2021年に台湾でテレビドラマ化された。

## あらすじ
大手建設会社のリフォーム課に勤める太田夏子は、ある日幹部候補生の野島ことりから、一緒に会社を興さないかと誘われる。やがて受付嬢の鴨下ミキを加えた3人は会社を退職し、食器の輸入販売会社「リトルバード」を設立するが…。

## 登場人物

### 主要人物
太田夏子
建設会社のリフォーム課に勤める。野島ことりに誘われ、彼女と鴨下ミキと共に食器販売を目的とした会社を立ち上げる。大学時代はワンダーフォーゲル部に所属。
野島ことり
夏子と同じ会社の国際開発事業部に勤める。企業派遣生としてハーバード大学に留学しMBAを取得。大学は東大。食器販売を目的とした会社を立ち上げる。会社名はリトル・バード。
鴨下ミキ
夏子と同じ会社の受付嬢をしている。見た目が派手な女性。交際していた男性に結婚目前に家庭があることが発覚し、結果として不倫をしていた過去を持つ。ハンサムな男性との結婚と小さなお店のオーナーになることが夢。
永瀬振一郎
夏子の大学時代の後輩。富士丸銀行に勤務。大学時代は夏子と同じワンダーフォーゲル部に所属。夏子に片思いをしている。
徳永佳佑
ことりの大学時代の同級生。元運輸官僚。ことりに誘われ官僚を辞めリトル・バードに加わる。
三ツ木隆介
夏子らが会社運営の資金獲得のために始めたエステホテルのプロデュース事業を持ち込んだ北海エンタープライズの専務。三ツ木泰典は父。
城島武樹
夏子の大学時代の先輩。大学4年の時に世界一周のヒッチハイクの旅に出かけて以来行方不明だったが夏子に会いに日本に戻ってくる。
大塚薫
エステシャン。日本でのエステシャン時代には「黄金の指」と言われていた。技術を磨くためイタリアへ行くが挫折し、生活のために観光客相手の通訳の仕事をしている。視察のためにイタリアへ来ていた夏子とミラノの街で偶然に出会い、その後、夏子にエステホテルへスカウトされる。結婚相手のイタリア人男性のロベルト・ルッコラは元プロのサッカー選手。

### 大鹿鳥建設
大木真一
夏子の大鹿鳥建設時代の上司。夏子とは入社以来対立している。事態が困窮すると「ボク、知らない」と無視を決め込もうとする。その無責任さから他の社員からの評判は悪いが、営業手腕は認められている。
村田
夏子の大鹿鳥建設時代の同僚。よくダジャレを言っては周りを苛立たせるが、夏子の仕事の手伝いをするなど根は善人。
穴吹工作
大鹿鳥建設の常務。幹部候補生のことりの上司。

### 北海エンタープライズ
三ツ木泰典
隆介の父。北海エンタープライズの社長。会社の運営を息子の隆介に任せているが、会社の事業の儲けにこだわりを持つ。

### リッチェブータ
シモーネ・ヨッシーニ
ディーノ・ヨッシーニ

### その他
秋尾周一

## テレビドラマ

### 日本版
1998年4月16日から7月2日まで毎週木曜日22:00 - 22:54に、フジテレビ系の「木曜劇場」枠で放送された。初回と最終回はそれぞれ15分拡大で、初回22:00 - 23:09、最終回は22:55 - 24:04（野球中継延長による繰り下げ）。全12回で平均視聴率17.6%。1998年9月18日に全4巻でVHS化されているが、2009年7月現在DVD化されていない。

#### 出演
- 太田夏子 - 鶴田真由
- 野島ことり - 松下由樹
- 淀川ヒビキ - 国分太一
- 鴨下ミキ - 雛形あきこ
- 永瀬振一郎 - 井ノ原快彦
- 城島武樹 - 唐渡亮
- 三ツ木隆介 - 大沢たかお
- 大木 - 伊武雅刀
- 棚上はるか - 深浦加奈子
- 徳永佳佑 - 田口浩正
- 花田ユキコ - 吉行和子
- 太田通夫 - 北村総一朗
- 三ツ木泰典 - 神山繁
- 田山涼成
- 阿南健治
- ベンガル
- 八嶋智人
- 梶原善
- モロ師岡
- 中山幸一
- 桑野信義

#### スタッフ
- 原作 - 柴門ふみ『お仕事です!』（小学館刊）
- 脚本 - 沢村一幸、中谷まゆみ
- 演出 - 岩本仁志、木下高男、林徹
- プロデューサー - 大賀文子、両沢和幸
- 音楽 - 服部隆之
- 主題歌 - ウルフルズ「まかせなさい」

#### サブタイトル
| 各話   | 放送日        | サブタイトル                        | 視聴率 | 備考             |
| ------ | ------------- | ----------------------------------- | ------ | ---------------- |
| 第1話  | 1998年4月16日 | 不倫・セクハラ・男女差別・もうイヤ! | 15.2%  | 15分拡大（69分） |
| 第2話  | 1998年4月23日 | 私達会社作ります                    | 18.8%  |                  |
| 第3話  | 1998年4月30日 | リトルバード発進                    | 17.3%  |                  |
| 第4話  | 1998年5月7日  | 北海道大作戦!!                      | 16.5%  |                  |
| 第5話  | 1998年5月14日 | 結婚しますか?                       | 19.4%  |                  |
| 第6話  | 1998年5月21日 | いよいよ開店!!                      | 17.1%  |                  |
| 第7話  | 1998年5月28日 | ライバル登場!!                      | 18.1%  |                  |
| 第8話  | 1998年6月4日  | 手術がんばって!                     | 17.8%  |                  |
| 第9話  | 1998年6月11日 | 私、結婚します!                     | 17.4%  |                  |
| 第10話 | 1998年6月18日 | 死をのりこえて                      | 15.6%  |                  |
| 第11話 | 1998年6月25日 | 倒産しちゃうの?                     | 18.2%  |                  |
| 最終話 | 1998年7月2日  | 夢に向かって戦った3人が最後の決断!  | 19.5%  | 15分拡大（69分） |

平均視聴率 17.6%（視聴率は関東地区・ビデオリサーチ社調べ）

#### その他
- 主演3人組の1人に松下由樹、演出に岩本仁志、プロデュースが大賀文子・両沢和幸であるなど、『ナースのお仕事』とほぼ同じスタッフにより製作されたドラマである。
- 出演者にも、これ以前の『ナースのお仕事』シリーズに出演していた俳優・女優が多い。

| フジテレビ 木曜劇場 | フジテレビ 木曜劇場 | フジテレビ 木曜劇場 |
| 前番組              | 番組名              | 次番組              |
| ------------------- | ------------------- | ------------------- |
| 甘い結婚            | お仕事です!         | 今夜、宇宙の片隅で  |

### 台湾版
邦題は『お仕事です!〜The Arc of Life〜』。原題は『她們創業的那些鳥事』で、2021年にドラマ化された。全26話。

#### 出演
- 夏芷（シア・ジー）＜原作の太田夏子＞ - 陳意涵（アイビー・チェン）
- 公冶小蔦（ゴンイェ・シャオニャオ）＜原作の野島ことり＞ - 林心如（ルビー・リン）
- 林美季（リン・メイジー）＜原作の鴨下ミキ＞ - 簡嫚書（ジエン・マンシュー）
- 鄭義男（ジョン・イーナン）＜原作の永瀬振一郎＞ - 邱澤（ロイ・チウ）
- 庾龍玠（ユー・ロンジエ）＜原作の三ツ木隆介＞ - 宥勝（ヨウション）
- 藺川想（リン・チュアンシャン）＜原作の淀川ヒビキ＞ - 林哲熹（リン・ジェーシー）
- シア・ジーの父　夏語天（シア・ユーティエン） - 李立群（リー・リーチュン）
- シア・ジーの母　郝晴朗（ハオ・チンラン） - 藍心湄（ポーリーン・ラン）
- 江武樹（ジアン・ウーシュー）＜原作の城島武樹＞ - 柯有倫（アラン・コー）

#### スタッフ
- 原作：柴門ふみ『お仕事です!』（小学館刊）
- 脚本：ルー・シーユエン（呂蒔媛）
- 監督：シュー・ジャオレン（許肇任）、ジェリー・フォン（馮瑞）
- プロデューサー：馮家瑞、林心如、賴聰筆